# پیچک سمی (فیلم ۱۹۹۲)
پیچک سمی (انگلیسی: Poison Ivy) فیلمی آمریکایی در سبک درام-مهیج است که در سال ۱۹۹۲ منتشر شد. از بازیگران آن می‌توان به درو بریمور، سارا گیلبرت، تام اسکریت، شریل لاد و لئوناردو دی‌کاپریو اشاره کرد.
این فیلم در سال ۱۹۹۲ نامزد جایزه بزرگ بهترین فیلم هیئت داوران در جشنواره فیلم ساندنس شد. سارا گیلبرت در سال ۱۹۹۳ نامزد بهترین نقش مکمل زن در جوایز ایندیپندنت اسپیریت شد. اگرچه در باکس آفیس چندان خوب ظاهر نشد و با اکران محدود خود در ۲۰ سالن سینما به فروش ۱٬۸۲۹٬۸۰۴ دلاری دست یافت، اما تبلیغات دهان به دهان مطلوبی دریافت کرد و در اواسط دهه ۱۹۹۰ در کابل و ویدئو به موفقیت رسید. این اولین قسمت از مجموعه فیلم پیچک سمی است که شامل سه دنباله مستقیم به ویدیو است.